# 詹姆斯·菲泽
詹姆斯·菲泽（英語：James Fieser）是马丁田纳西大学哲学教授。他获得伯里亚学院学士学位，普渡大學哲学硕士和博士学位。 他是互联网哲学百科全书的创始人（1995年）和总编辑。 他是十多本教材的作者、合著者或编辑。 菲泽还以热门乐队牛津街乐队的吉他手而著名。

## 著作
- 路易·波伊曼; 詹姆斯·菲泽. . Cengage Learning. 2011. ISBN 978-1111298173.
- 塞缪尔·伊诺克·斯图普夫; 詹姆斯·菲泽. . McGraw Hill. 2007.
- 路易·波伊曼; 詹姆斯·菲泽. . Cengage Learning. 2010. ISBN 978-0495808770.
- 詹姆斯·菲泽. . 2008  [2020-07-21]. （原始内容存档于2020-02-20）". Selected chapters online.
- 詹姆斯·菲泽; 诺曼·里尔加德 (编). . 牛津大学出版社. 2002. ISBN 978-0195139846.
- 詹姆斯·菲泽. . 2000  [2020-07-21]. ISBN 9780767412988. （原始内容存档于2020-08-11）.
- 詹姆斯·菲泽 (编). . Thoemmes. 2005. ISBN 978-1843711186.
- 詹姆斯·菲泽 (编). . 2000.
- 詹姆斯·菲泽.  (PDF). 2003  [2020-07-21]. 原始内容存档于2013-08-05.